# さくらももこのウキウキカーニバル
『さくらももこのウキウキカーニバル』は、任天堂が2002年7月5日に発売したゲームボーイアドバンス用のゲームソフト。開発はインディーズゼロが担当した。メーカー公称のゲームジャンルは「インターネットごっこ」で、本編のアドベンチャーゲームと、本編と独立したホームページ作成交換機能「ホームページごっこ」で構成されている。
企画原案・シナリオは三浦範子（漫画家・さくらももこの実姉）。キャラクターデザインはさくらももこ。チーフディレクターは大澤徹。プロデューサーは宮本茂と大和聡。この他手塚卓志がアドバイザーとして、岩田聡がスーパーバイザーとして関与した。このゲームはさくらの実姉である三浦が任天堂へ持ち込んだゲームボーイカラー用ソフトの企画を原型として制作された。

## ゲーム内容
プレイヤーは夜が来なくなった不思議な町「カラータウン」の「カーニバル委員」に選ばれた少年または少女を操作し、カーニバルの妖精「チョコリン」とともに町の各地をめぐりながら、10日間かけてカーニバルの準備を進めていく。このゲームに制限時間やゲームオーバーはなく、日数はイベントを進行させるための区切りとして機能する。
ゲームの目的は各地にいる守護神への供え物を入手し、彼らからカーニバル開催に必要な電力源「ひかりのほし」を貰い受け、カーニバルを開催することである。さらに可能な限り多くの人々をカーニバルに招待する目的もある。最終目的は100人以上存在するすべての登場人物を招待し「最高のカーニバル」を開催することだが、初回のカーニバル開催時に招待できる人物は限られるため、全員を招待するには2周目、3周目と繰り返しゲームをプレイする必要がある。
カーニバルの準備や参加者の招待にはカラータウン内で発生する事件や謎、人々が抱える困りごとを解決しなければならない。そのためにはカラータウンの住人やモンピーと呼ばれる種族と会話をする、町内の怪しい場所を調べるなどして直接情報や道具を得るほか、主人公が持つ携帯パソコン「ミニパ」を用い、住人やモンピーのホームページ、電子メールや電子掲示板を閲覧する、人物や道具の名前を検索する、見知らぬ人々とチャットをするなどして得られた情報も活用する。ミニパはイベントシーンを除くゲーム中であればいつでも起動でき、町の画面と自由に切り替えすることができる。インターネットごっこのジャンル名は、ゲーム内に用意された架空のインターネット上で情報を入手し謎解きを進めるゲームシステムに由来する。

### ゲーム進行
このゲームでは10日かけてカーニバルの準備を進め、11日目にカーニバルが開催される。1日の終わりにはその日に起こった出来事を1つ選び、カーニバルのホームページに掲載する。
1日目
主人公のもとへチョコリンが現れ、カーニバルの開催を告げる。町長からカーニバル委員に任命された主人公はカーニバルの名前を決定し、自分が管理するカーニバルのホームページで開催の告知をする。この日は主人公の家があるクロまちから外へ出ることはできない。
2日目から9日目
カーニバル委員はミニパを駆使しながら町内を駆け回り、町の住人やモンピーをカーニバルに招待する。同時に守護神を訪ね、供え物と引き換えにひかりのほしを譲り受ける。ひかりのほしを貰うと1日が終了し、その日の準備経過をホームページに掲載する。1周目では他の町内への移動が制限されるが、2周目以降はすべての町内を自由に移動できる。
10日目
8つ集まったひかりのほしを発電塔に納め、町長へ準備完了の報告をするとカーニバルの準備が終わる。最終報告をホームページに掲載する。
11日目
カーニバル当日。招待した人々がカーニバルに参加する。

### ホームページごっこ
ゲーム本編に登場するホームページを自分で作る機能「ホームページごっこ」も用意された。ここではあらかじめ用意されたアイコンや壁紙、自作した文章を組み合わせて自分のホームページを作る。作ったページは通信ケーブルを用い他のユーザーと交換することができる。サンプルページとして三浦範子とさくらももこの共同ホームページも収録された。

## 用語と世界観
カラータウン
このゲームの舞台となる町。住人からは単にタウンと呼ばれることもある。町を流れる川によって9つの地域に区切られており、それぞれに色の名前が付けられている。イエローパークを除く各町内には守護神を祀るほこらと石碑がある。平和で静かな町だが、イエローパークのストーンサークルに納められていた宝石が盗まれ、夜を司る女神が行方不明になってからは永遠に昼間が続くようになった。
カーニバル
カーニバルの妖精の登場により不定期に開催されるカラータウンの祭。イエローパークで開催され、参加者はダンス、屋台の食べ物やゲームなどで盛り上がる。
カーニバル委員
カーニバルの準備係。委員の仕事は各町の守護神を呼び覚まし、カーニバル開催時に必要なひかりのほしを入手してカーニバルの準備を進めることと、チラシを配るなどして人々をカーニバルに誘うこと。委員には町長よりその身分の証として委員バッジが貸与される。委員は子供だけしか選ばれない。
チョコリン
ウサギのような長い耳と天使のような翼を持つカーニバルの妖精。カーニバルの準備開始とともに姿を現し、終了とともに去っていく。チョコリンに選ばれた子供はカーニバル委員となり、一緒にカーニバルの準備を進めていく。語尾に「-っチョ」と付ける口癖を持つ。
守護神
各町に1人ずついる動物の姿をした神。石碑の謎を解き、ほこらに供え物を持っていくと現れる。守護神はひかりのほしをカーニバル委員へ預け、町内に派手な飾り付けをする。
モンピー
モンスターピープルの略。このゲームの世界における人間以外の不思議な生き物の総称。モンピーには廃品に命が宿った者、人間から転生した者など様々な者が存在する。会話の際にはモンピー間だけで通用するモンピー語を織り交ぜることがある。人間との交流に興味を持たず町には現れない者、何らかの事情で行方不明となっている者も多いが、最高のカーニバルを開催するには彼らも積極的に招待する必要がある。
ミニパ
このゲームの世界で販売されているノートパソコンの製品名。アルファベット表記はMiniP@。パソコン初級者向けの入門機として町の人々やモンピーにも広く普及している。主人公の持つミニパにはウェブブラウザ、電子メールクライアント、町の地図が用意されるが、メールは受信のみで送信はできない。